# Mordacia lapicida
Mordacia lapicida is een kaakloze vissensoort uit de familie van de zuidelijke topoogprikken (Mordaciidae). De wetenschappelijke naam van de soort is voor het eerst geldig gepubliceerd in 1851 door Gray.